# Ōkawa Misao
Ōkawa Misao (jap. 大川 ミサヲ, manchmal auch romanisiert Misawo Okawa; * 5. März 1898 in Tenma, Kita-ku, Osaka; † 1. April 2015 in Higashisumiyoshi-ku, Osaka) war eine japanische Altersrekordlerin. Mit 117 Jahren und 27 Tagen war sie bis zum 31. August 2017, als Tajima Nabi ihren Rekord brach, die älteste Person aus Japan und aus Asien und ist heute (April 2024) der zwölftälteste Mensch aller Zeiten. Seit dem Tod von Jiroemon Kimura am 12. Juni 2013 war sie der älteste lebende Mensch.

## Leben
Ōkawa wurde am 5. März 1898 (Meiji 31) als vierte Tochter eines Textilhändlers aus dem Tenma-Distrikt in Osaka geboren. 1919 heiratete sie Ōkawa Yukio, mit dem sie zwei Töchter und einen Sohn hatte. Ihr Sohn Hiroshi und ihre Tochter Shizuyo überlebten sie. Am 20. Juni 1931 starb ihr Ehemann im Alter von 36 Jahren. Sie hatte vier Enkel und sechs Urenkel. Seit 1997 wohnte Ōkawa in einem Pflegeheim im Stadtbezirk Higashisumiyoshi. Mit 110 Jahren begann sie, einen Rollstuhl zu benutzen, um Stürze zu verhindern. Bis zu ihrem Tod konnte sie sich damit selbst fortbewegen.
Seit dem Tod der Japanerin Ōkubo Koto am 12. Januar 2013 war Okawa die älteste lebende Frau. Dies wurde am 27. Februar 2013 von Guinness World Records anerkannt. Älteste lebende Person wurde sie am 12. Juni 2013. Als Gründe für ihre Langlebigkeit gab sie 2014 Sushi und viel Schlaf an. An ihrem 117. Geburtstag sagte Okawa, ihr Leben komme ihr kurz vor. Auf die Frage nach dem Geheimnis einer langen Lebensspanne antwortete sie: „Das frage ich mich auch.“

## Tod
Am 1. April 2015 um 6:58 Uhr starb Ōkawa in ihrem Pflegeheim in Osaka an Herzversagen. Zum Zeitpunkt ihres Todes war sie viertälteste Person aller Zeiten, die neunte Person, die verifiziert 116 Jahre erreichte, und die vierte Person, die erwiesenermaßen 117 Jahre alt wurde. Nach Ōkawas Tod wurde die US-Amerikanerin Gertrude Weaver der älteste lebende Mensch, bis sie selbst fünf Tage darauf, am 6. April 2015, starb.